# Eriogonum flavum
Eriogonum flavum là một loài thực vật có hoa trong họ Rau răm. Loài này được Nutt. ex Benth. mô tả khoa học đầu tiên năm 1837.